# Tupá
Tupá (bis 1948 slowakisch „Tompa“; ungarisch Tompa oder Kistompa) ist eine Gemeinde im Westen der Slowakei mit 554 Einwohnern (Stand 31. Dezember 2024), die zum Okres Levice, einem Teil des Nitriansky kraj, gehört.

## Geographie

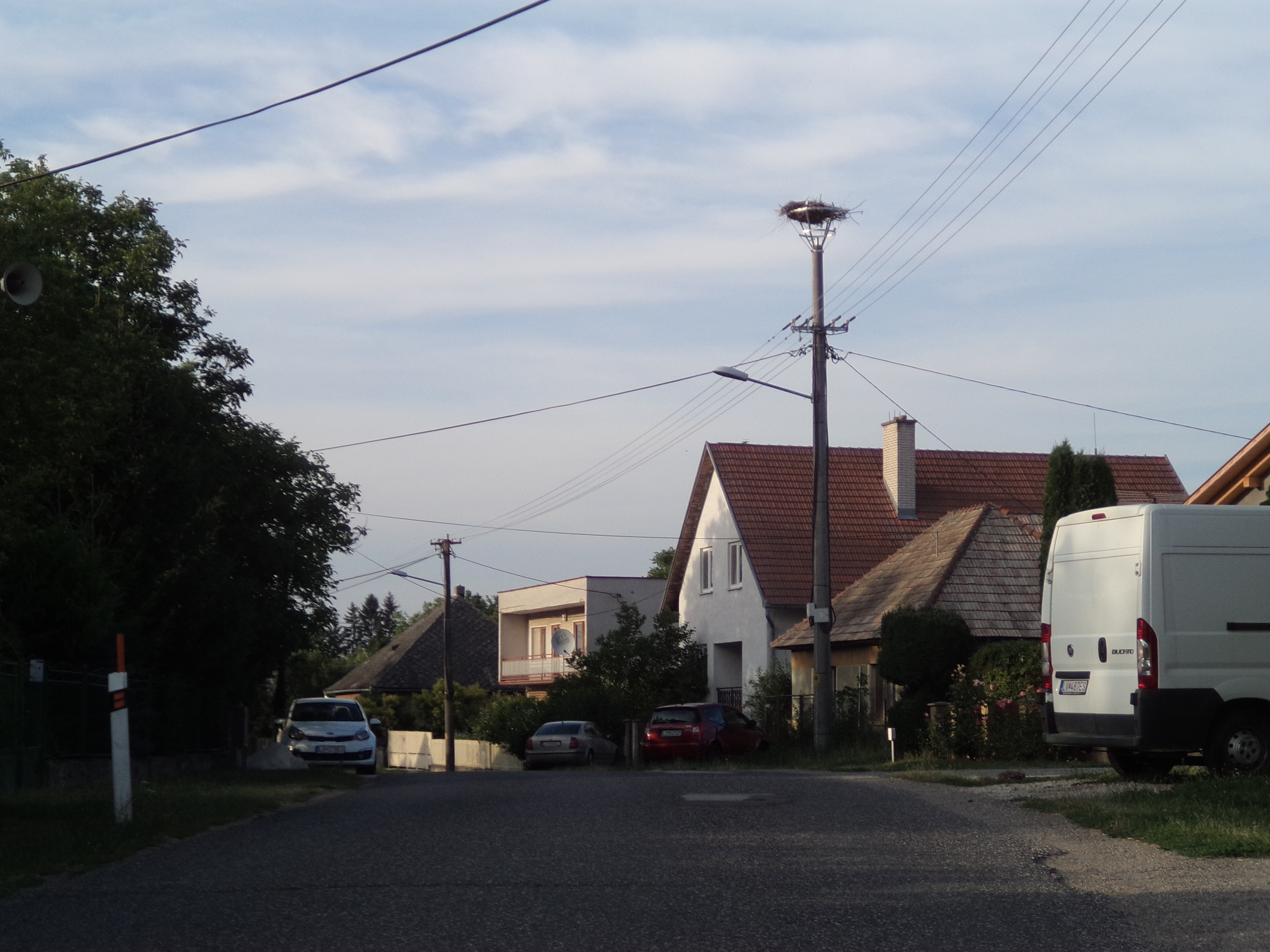
Tupá

Die Gemeinde befindet sich im Osten des slowakischen Donautieflands am Ostrand des Hügellands Ipeľská pahorkatina, im unteren Tal der Štiavnica, vor der Mündung in den Ipeľ. Das Ortszentrum liegt auf einer Höhe von 130 m n.m. und ist siebeneinhalb Kilometer von Šahy sowie 31 Kilometer von Levice entfernt.
Zur Gemeinde gehört neben dem Hauptort auch der 1962 eingemeindete Ort Chorvatice (bis 1927 „Horváty“ oder „Chorváty“; ungarisch Horváti).
Nachbargemeinden sind Hokovce und Slatina im Norden, Horné Turovce im Nordosten, Veľké Turovce (Ortsteile Stredné Turovce und Dolné Turovce) im Osten, Hrkovce im Süden, Dolné Semerovce im Westen und Horné Semerovce im Nordwesten.

## Geschichte
Das Gemeindegebiet wurde in der Jungsteinzeit besiedelt und es gab hier archäologischen Untersuchungen zufolge eine Siedlung der Želiezovce-Kultur sowie eine der Linearbandkeramischen Kultur, weiter eine bronzezeitliche Siedlung der Maďarovce-Kultur, eine germanische Siedlung im 2. und 3. Jahrhundert sowie schließlich eine slawische zwischen dem 8. und 10. Jahrhundert.
Tupá wurde zum ersten Mal 1332 als Tompa schriftlich erwähnt und war Besitz mehrerer landadliger Familien, im 18. Jahrhundert waren dies die Familien Majthényi und Thuránszky, gefolgt von der Familie Ivánka im 19. Jahrhundert. 1715 gab es eine Mühle und 15 Haushalte, 1828 zählte man 34 Häuser und 205 Einwohner, die als Landwirte beschäftigt waren.
Bis 1918 gehörte der im Komitat Hont liegende Ort zum Königreich Ungarn und kam danach zur Tschechoslowakei beziehungsweise heute Slowakei. Auf Grund des Ersten Wiener Schiedsspruchs lag er von 1938 bis 1945 noch einmal in Ungarn.

## Bevölkerung
| Jahr                | 1994 | 2004    | 2014    | 2024    |
| ------------------- | ---- | ------- | ------- | ------- |
| Anzahl der Personen | 643  | 620     | 599     | 554     |
| Unterschied         |      | −3,57 % | −3,38 % | −7,51 % |

| Jahr                | 2023 | 2024    |
| ------------------- | ---- | ------- |
| Anzahl der Personen | 565  | 554     |
| Unterschied         |      | −1,94 % |

Nach der Volkszählung 2011 wohnten in Tupá 597 Einwohner, davon 405 Slowaken, 184 Magyaren, zwei Tschechen und ein Ukrainer. Zwei Einwohner gaben eine andere Ethnie an und drei Einwohner machten keine Angabe zur Ethnie.
532 Einwohner bekannten sich zur römisch-katholischen Kirche, 14 Einwohner zur Evangelischen Kirche A. B., zwei Einwohner zur reformierten Kirche, jeweils ein Einwohner zur evangelisch-methodistischen Kirche und zur orthodoxen Kirche und zwei Einwohner zu einer anderen Konfession. 40 Einwohner waren konfessionslos und bei fünf Einwohnern wurde die Konfession nicht ermittelt.

## Bauwerke
- römisch-katholische Allerheiligenkirche im Ortsteil Chorvatice aus dem Jahr 1795
- römisch-katholische Kirche Franziskus von Assisi im Ortsteil Tupá aus dem Jahr 1985

## Verkehr
Tupá liegt direkt nebenan der Straße 1. Ordnung 66 (E 77) zwischen der ungarischen Grenze bei Šahy und Zvolen und besitzt eine Haltestelle an der Bahnstrecke Šahy–Zvolen.